# Musaka
Najbolj znana različica musáke se je danes pojavila v dvajsetih letih z objavo kulinarične knjige Nikolaos Tselementes v Grčiji. Veliko različic ima zgornjo plast, narejeno iz mlečne omake, ki je zgoščena z jajcem (smetano) ali moko (bešamel omaka). V Grčiji je posoda večplastna in tipično vroča. V Turčiji se tanko narezan jajčevec ocvre in postreže v mesni omaki na osnovi paradižnika. Turška mussaka se lahko zaužije toplo ali pri sobni temperaturi. V arabskih državah se pogosto je hladno, v nekaterih regijah pa je tudi vroče.

## Ime in etimologija
Angleško ime za musako ima arabski izvor musaqqa‘a (مسقعة), dobesedno "tisto, ki se hrani s tekočino". Ponovno je izhajal iz grškega mousakás (μουσακάς) in iz drugih balkanskih jezikov, ki so si izposodili besedo iz osmanskega sveta. Beseda je najprej potrjena v angleščini leta 1862, napisana mùzàkkà.

## Priprava

### Grčija
Večina različic temelji predvsem na praženih jajčevcih in paradižniku, običajno z mletim mesom, večinoma jagnjetino. Vendar pa grška različica vključuje plasti mesa in jajčevca, ki so dopolnjeni z bešamelovo (belo) omako, in pečeni. Zdi se verjetno, da ima grška musaka arabski izvor in je povezana z levantsko musako, pri čemer beseda moussaka izhaja iz te arabske besede. 
Moderno grško različico je leta 1920 ustvaril grški kuhar Nikolaos Tselementes, ki je bil usposobljen v Franciji. Klasičen recept ima tri plasti, ki se ločeno kuhajo, preden se kombinirajo za končno peko: spodnji sloj narezanega jajčevca, ki se pari v oljčnem olju; srednji sloj mlete jagnjetine, rahlo kuhane s sesekljanimi ali pirevanimi paradižniki, čebulo, česnom in začimbami (cimet, piment in črni poper); in zgornji sloj Béchamel omake ali slane kreme. Sestavljeno posodo nato porazdelimo v ponev in pečemo, dokler se zgornji sloj ne porjavi. Musaka se ponavadi postreže s toplo in ne vročo cevjo; če se iz pečice segreje, se muaskini kvadrati razprostirajo in zato je pred jedjo potrebno nekaj časa za počitek. Segrevanje pa ne predstavlja istega problema.
Obstajajo različice tega osnovnega recepta, včasih brez vrhnje omake, včasih z drugo zelenjavo. Takšne variante lahko poleg rezin jajčevcev vključujejo tudi rezine bučk (bučk), delno ocvrte rezine krompirja ali pražene gobe. V kuharski knjigi Tselementes je hitra dnevna (veganska) različica, ki ne vključuje niti mesa niti mlečnih izdelkov, samo zelenjavo (namesto jabolčnega mesa se uporablja namesto mletega mesa), paradižnikova omaka in krušne drobtine.
Druga različica je melitzanes (μελιτζάνες) oz. papoutsakia (παπουτσάκια (dob. 'jajčevcev, malo čevljev slog'), ki je sestavljen iz celotnega majhnega jajčevca polnjene z mletim mesom in na vrhu z bechamel in pečen.

### Levant
V Levantu je musaka kuhana jed, sestavljena predvsem iz paradižnikov in jajčevcev, podobna sicilijanski caponati, in lahko vključuje tudi čičeriko. Lahko se postreže hladno kot mezze posoda ali vroča.

### Egipt
Egipčanska različica musake je narejena iz plasti ocvrtega jajčevca, potopljenega v paradižnikovo omako in nato pečenega. Med pečenjem se običajno doda plast začinjenega kuhanega mesa govedine. Posodo lahko postrežemo vroče, vendar jo običajno ohladimo na dan ali tako, da izboljšamo okus.

### Turčija
Turška musakka ni večplastna.Namesto tega se ocvrti tanko narezan jajčevci in postreže v mesni omaki na osnovi paradižnika, začinjeno z zeleno papriko, česnom in čebulo. Običajno se jedo s pilav in cacık. Obstajajo tudi različice z bučkami (kabak musakka), korenje (havuç musakka) in krompir (patates musakka).

### Nekdanja Jugoslavija, Bolgarija, Romunija in Albanija
V Albaniji, Bolgariji, nekdanji Jugoslaviji, in Romuniji se krompir uporablja namesto jajčevcev, svinjine ali govejega mesa, vrhnja plast pa je običajno mleko ali jogurt, mešan s surovih jajc, včasih z dodano majhno količino moke. Obstaja tudi triplastna različica: spodnja plast je sestavljena iz mletih svinj in govedine, srednjega sloja rezin krompirja, zgornja plast pa je tipično krema. Vsak sloj se kuha na lastno površino in plošča v ponvi in peče, dokler se vrh ne porjavi.
Romunska različica je ponavadi narejena s krompirjem ali jajčevcem ali zeljem. Plasti začnejo z zelenjavo, nato s plastjo mesa (običajno svinjsko), nato z zelenjavo, dokler se lonec ne napolni. Včasih se drobtine uporabljajo za prelome, včasih rezine paradižnika in zdrobljen sir. Pot se nato napolni s paradižnikovo omako. Obstaja tudi različica testenin, pri čemer namesto zelenjave uporabljajo testenine. "Post" varianta, ki je veganska, nadomešča meso z gobami ali mešanico prepražene čebule in riža.
V preostalem Balkanu je vrhnja plast pogosto krema: to je različica, ki jo je v Združenem kraljestvu uvedla mediteranska kuhinja Elizabeth David in kjer ostaja običajna predstavitev. Naribani sir ali krušne drobtine se pogosto poškropijo na vrhu.